# 西迁之歌
《西迁之歌》（穆麟德：sibe uksura gurinjihe ucun，也被称为《锡伯族迁来之歌》、《徙迁之歌》、《锡伯族自原籍迁来之歌》、《锡伯族今昔》、《故乡之歌》、《迁徙歌》、《戌边歌》、《离别歌》）是锡伯族民间诗人管兴才从1948年到1961年创作和整理完成的锡伯文叙事长诗。全诗用五百多行诗句概括了锡伯西迁和在伊犁活动的近200年的历史。《西迁之歌》对研究锡伯族的历史和文化具有一定的参考价值。

## 作者
《西迁之歌》的作者是锡伯族民间诗人管兴才。管兴才本姓为卦尔佳氏，字祯器。1894年出生于锡伯营正红旗（察布查尔县四牛录）。精通汉语、满语、蒙古语和藏文，会说维吾尔语和哈萨克语，曾自修历史和文学，精通的是清朝历史和蒙古史。清朝末年，管兴才曾经担任过锡伯营总管档房笔帖式，察哈尔蒙古营右翼领队大臣诺罗笔帖式。中华民国成立后，管兴才担任过伊犁镇守使参谋处秘书，昭苏县政府秘书，察布查尔四牛录小学教员，曾为昭苏喇嘛庙写匾，被称为“管巴克什”。中华人民共和国成立后，管兴才曾任察布查尔锡伯自治县的区人民政府秘书，后调至自治县人民政府文字改革委员会直至退休。1963年病故。
管兴才在1953年到1954年，与四牛录的一些文化人创办锡伯文大型油印综合月刊《文化向导》，并在此刊物上刊登介绍汉族文化的文章、发表创作的诗歌等文学作品。同一时期四牛录组织成立秧歌剧队，管兴才为支持剧队，翻译编写了《卖油郎》、《梁山伯与祝英台》、《孟姜女》等汉语戏剧。还创作了翻译锡伯人狩猎生活的《打猎歌》，讽刺诗《赌棍》，介绍锡伯人习俗的《说亲-父母的苦衷》等诗作。除此之外，管兴才整理创作了数篇叙事长诗，比如反映十九世纪二十年代张格尔之乱发生之时，锡伯人配合清军与张格尔斗争的《喀什噶尔舞春》。还有反映锡伯官兵及家属西迁驻防伊犁的过程和建设伊犁时发生的故事的《西迁之歌》。

## 创作与版本
在《西迁之歌》创作前，关于锡伯人西迁的多种传说和歌谣已经在民间传唱，这些歌谣成为管兴才创作《西迁之歌》的基础。管兴才从1948年到1961年逐渐创作和整理完成了《西迁之歌》。1948年农历四月十八日是锡伯人西迁184周年的纪念日，四牛录组织文艺演出。当时正任四牛录小学教员的管兴才将已经初步完成的《西迁之歌》的前40到50段后配上锡伯民歌，教于小学生们并于文艺演出上演出，结果大获成功。管兴才受此鼓舞，开始研究锡伯人的历史，总结和整理多种西迁后流传的民谣，考证西征路线，并于60年代初将《西迁之歌》完成。
《西迁之歌》在创作后的一段时间因为缺乏印刷条件并未正式出版发行，但有手抄本流传在各个牛录之间。不过因为是手抄本，随着时间的增长和手抄次数的增加，各地流传的《西迁之歌》产生了不同的变异，形成了不同版本的《西迁之歌》。1980年，从察布查尔县二牛录搜集到的《西迁之歌》共100节，应该有400行。但有若干处的缺失，实际上仅有393行。且在内容上结尾并不完整。1981年，新疆察布查尔县锡伯族语言学会将《西迁之歌》刊发于第一期《锡伯史资料汇编》之上。这个版本共127节，应有508行，但有一处缺了两行，实际上有506行。1982年，新疆人民出版社将54节，216行的《西迁之歌》刊于《迁徙之歌》一书上。1981年，由佘图肯翻译的《西迁之歌》汉译本获得了新疆维吾尔自治区及全国少数民族优秀翻译文学作品一等奖。《西迁之歌》本身也是第一届全国少数民族文学创作骏马奖获奖作品。

## 内容
《西迁之歌》采用的是编年体结构，全诗用五百多行诗句概括了锡伯西迁和在伊犁活动的近200年的历史，诗人利用时间的推移将长诗分成四个部分。
第一部分讲述了锡伯人西迁的原因、经过和到达伊犁后编旗的情况。乾隆二十九年（公元1764年）1千多名锡伯官兵接受调遣，带领着近3300名家眷离开盛京开始西迁，历经艰苦的两个月后到达乌里雅苏台，彼时已是寒气逼人，锡伯官兵们决定在此休息等待来年春天继续出发。谁知开春之时，因为长途跋涉，且初春新草尚未发芽导致牲畜瘦弱疲惫。这时又逢瘟疫，导致带来的牲畜死亡大半。此时锡伯官兵们不得不到当地牧场借用马匹和骆驼。从乌里雅苏台出发的官兵们又历经粮食和畜力都短缺不足的情况，最终历时一年零五个月到达伊犁。
第二部分的主题是到达伊犁后疏通卓合尔渠、开垦农田和挖掘察布查尔渠的情况。而第三部分和第二部分时间并列，书写的是锡伯人在这段时期所面临的苦难。到达伊犁后，锡伯人们被安置在了伊犁河南岸，与惠远城向望的巴特蒙克巴克，以及卓合尔拜兴以西的吉格尔巴克一带。锡伯营所驻守的卡伦有18处，甚至会换防到塔尔巴哈台和喀什噶尔等地。在清政府停止口粮供应后，锡伯官兵先后修复了因战争而损毁的卓合尔渠，并开垦1万多亩荒地，并历时6年完成了深一丈宽一丈二尺长两百里的察布查尔大渠。随着大渠建成，锡伯营耕地开始扩大，在新渠两岸共开垦七晚八千七百亩耕地。最后一部分则描绘的是锡伯人现在的幸福生活及对未来生活的向往。

## 特点与价值
《西迁之歌》以每四行为一组，不仅仅押尾韵，也押首韵，其主要押韵的特点为一到四行用同一元音或辅音押首韵，同时一、二和四行用同类型词尾或同一字母押尾韵。也出现过一、二行和三、四行的首韵不同或者二、四行押尾韵的情况。整首诗较为齐整，不过也会出现首尾不押韵的情况。《西迁之歌》使用了比较大众化的言语，但依然保持了灵活多变的写法且富有音乐性。除此之外，《西迁之歌》选用了很多俄语、汉语的借词。《西迁之歌》对研究锡伯族的历史和文化具有一定的参考价值，首先该诗是以锡伯官兵为视角相对客观的讲述了锡伯人西迁这一历史事件。且较为详细的描写了锡伯人西迁到伊犁后修建水利工程，开垦屯田的故事。除此之外，该诗对锡伯人所受到的苦难的描述，在其他史料中并不常见。另外，《西迁之歌》所讲述的内容被认为是锡伯人从“家情怀”到“国情怀”的转变。

## 其他艺术形式
20世纪80年代，锡伯人历史上第一个大型舞剧《西迁之歌》由沈阳歌舞团创排，并以五幕的形式在第二届沈阳市艺术节上演出。1995年，台湾满族作家林佩芬创作的以史詩《西迁之歌》为蓝本創作的小说《西迁之歌》由時報文化出版企業有限公司出版发行。2006年，由江苏省国画院书法家管峻创作的500多行、超过40000字、长14米的正楷手书汉语《西迁之歌》长卷被赠予锡伯民族纪念馆，并和锡伯文《西迁之歌》长卷一起收藏和展出。除了以长诗出版等形式流传外，《西迁之歌》也以中国国家级非物质文化遗产锡伯族民歌的形式在民间传唱。2019年11月3日，数位来自察布查尔县的锡伯族歌手在北京国家大剧院举办的“新中国成立70周年献礼——国家级非物质文化遗产锡伯族民歌展演”的活动上，演唱了《西迁之歌》等锡伯族民歌。